# Jan Turpin
 (mars 2009).
Si vous disposez d'ouvrages ou d'articles de référence ou si vous connaissez des sites web de qualité traitant du thème abordé ici, merci de compléter l'article en donnant les références utiles à sa vérifiabilité et en les liant à la section « Notes et références ».
Pour les articles homonymes, voir Turpin.
Jan Turpin est un géant de la ville de Nieuport, en province de Flandre Occidentale en Belgique. Sa taille de 10,40 mètres fait de lui le plus grand géant porté du monde et le plus imposant d'Europe,.

## Historique
Depuis au moins 1494, la ville flamande de Nieuport connait ses propres géants. 
Le géant Jan Turpijn a été créé en 1926 en hommage au bourgmestre de la ville qui, lors du siège de Nieuport en 1489 par les Français, appela les femmes à se joindre à la bataille. Elles se défendirent si héroïquement que le siège fut levé. Le baptême de Jan Turpin a eu lieu le lundi de Pentecôte, le 24 mai 1926. Le visage du géant a été sculpté en cuivre par l'artiste local L. Willaert.
En 1927, le géant défila dans les rues de Bruxelles. Il participa également à l'exposition universelle de 1935 sur le plateau du Heysel dans la capitale belge.
En 1940, le géant est détruit à la suite des bombardements allemands de la Seconde Guerre mondiale. Seule sa tête en cuivre a été épargnée.
En 1963, la ville de Nieuport fête ses 800 ans d'existence (proclamation de la charte de ville en 1163), Jan Turpijn fut recréé pour cette occasion. Son baptême religieux a eu lieu le 1er septembre de la même année.

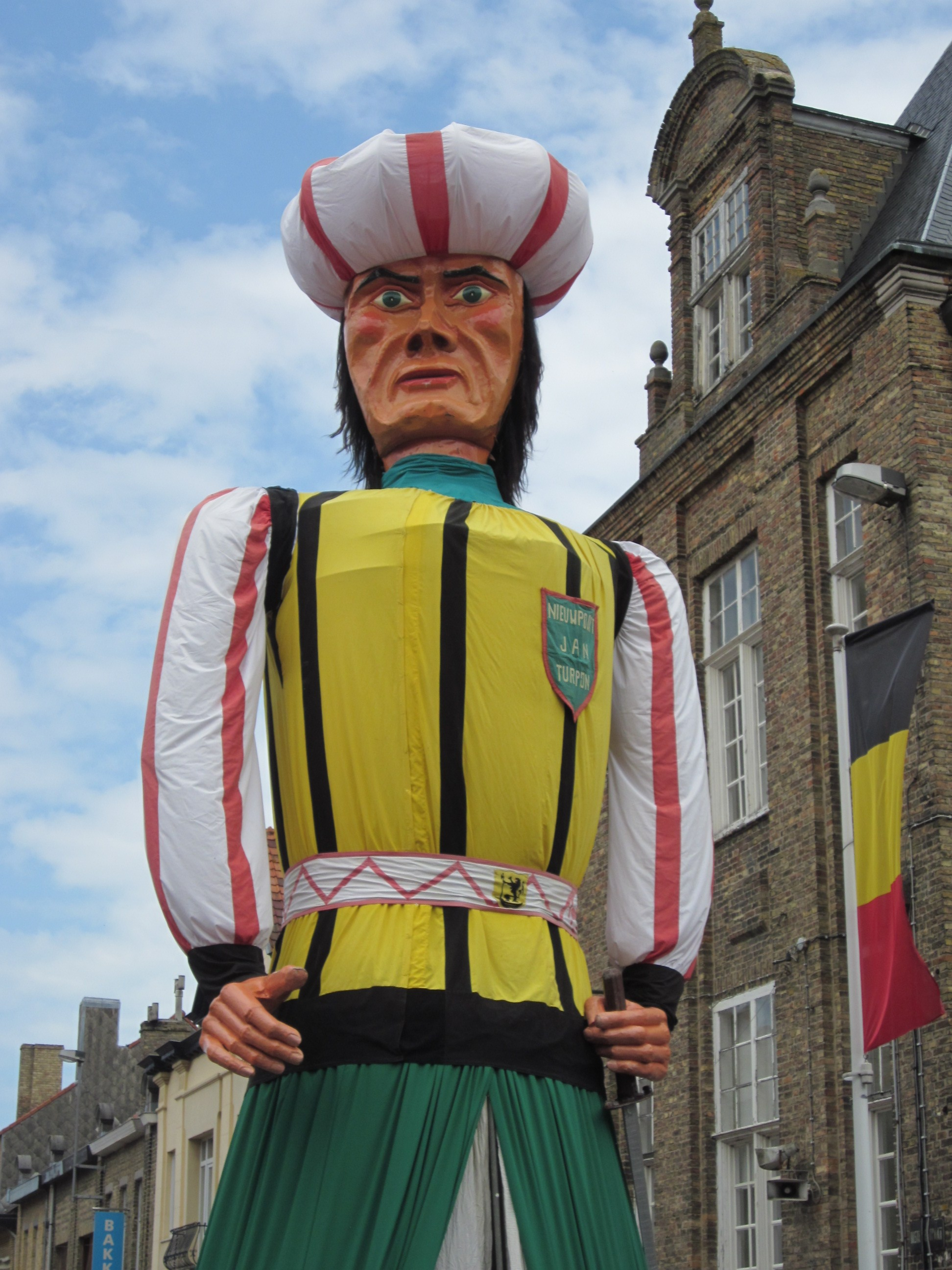
Jan Turpijn en 2011